# Right Thoughts, Right Words, Right Action
Right Thoughts, Right Words, Right Action è il quarto album discografico in studio del gruppo indie rock scozzese Franz Ferdinand, uscito il 26 agosto 2013 nel Regno Unito.
Il disco è stato registrato presso lo studio scozzese di Alex Kapranos e presso i Sausage Studios di Nick McCarthy a Londra nella prima metà del 2013.
La pubblicazione dell'album è stata annunciata il 16 maggio 2013 attraverso un teaser trailer che ha rivelato anche la copertina, il titolo e la tracklist completa. Lo stesso giorno l'album è stato reso disponibile per il pre-order dalla Domino Records in varie versioni. 
Oltre che in versione digitale e CD, infatti, l'album è reso disponibile anche in edizione deluxe limitata con doppio CD, in vinile e in un'ulteriore cofanetto chiamato Right Notes, Right Words, Wrong Order contenente un doppio LP con una registrazione di una live session tenutasi presso i Konk Studios di Londra.
L'album ha ricevuto perlopiù riscontri positivi, sin dal suo rilascio, ottenendo un punteggio di 71/100 su Metacritic. Ha anche ottenuto un buon successo commerciale, entrando nelle classifiche di numerosi paesi: in Scozia, paese di origine del gruppo, ha raggiunto la seconda posizione, mentre nel Regno Unito la sesta.

## Promozione

### Singoli
Dall'album sono stati estratti sei singoli: Right Action, Love Illumination, Evil Eye, Bullet, Fresh Strawberries, e Stand on the Horizon. Il 27 giugno 2013 sono state diffuse le prime due tracce per il mercato digitale, si tratta di Right Action e Love Illumination. Queste due tracce sono state poi inserite assieme a due pezzi live in un EP chiamato Right Action e pubblicato il 18 agosto seguente.

### Video musicali
Il video ufficiale di Right Action è stato diffuso il 7 luglio 2013 ed è diretto da Jonas Odell, mentre il video di Love Illumination è stato pubblicato il 24 luglio seguente ed è diretto da Tim Saccenti. L'8 settembre 2013 è stato pubblicato anche il video di Evil Eye (regia di Diane Martel). Il 19 novembre 2013 è uscito il video di Bullet (regia di Andy Knowles). Il video di Fresh Strawberries è stato pubblicato il 13 marzo 2014; quello di Stand on the Horizon il 4 agosto 2014.

## Tracce
Testi e musiche di Alex Kapranos e Nick McCarthy, eccetto dove indicato.
1. Right Action – 3:01 (Bob Hardy, Alex Kapranos, Nick McCarthy)
2. Evil Eye – 2:47
3. Love Illumination – 3:44
4. Stand on the Horizon – 4:23
5. Fresh Strawberries – 3:21
6. Bullet – 2:43 (Alex Kapranos, Nick McCarthy, Alexander Ragnew)
7. Treason! Animals. – 4:07
8. The Universe Expanded – 4:34 (Bob Hardy, Alex Kapranos, Nick McCarthy)
9. Brief Encounters – 3:09
10. Goodbye Lovers & Friends – 3:15

Tracce bonus nell'edizione giapponese/Vinile 12" bonus nella Passport edition
1. Evil Eye (Todd Terje Extended Mix) – 7:38
2. Stand on the Horizon (Todd Terje Extended Mix) – 8:09

Disco bonus nell'edizione deluxe Right Notes, Right Words, Wrong Order (Live at Konk Studios, London)
1. Bullet – 2:40 (Alex Kapranos, Nick McCarthy, Alexander Ragnew)
2. No You Girls – 3:21 (Bob Hardy, Alex Kapranos, Nick McCarthy, Paul Thomson)
3. Evil Eye – 2:55
4. Fresh Strawberries – 3:15
5. Fresh Strawberries – 3:05 (Bob Hardy, Alex Kapranos, Nick McCarthy)
6. Right Action – 3:31
7. Can't Stop Feeling – 6:03 (Peter Bellotte, Bob Hardy, Alex Kapranos, Nick McCarthy, Giorgio Moroder, Donna Summer, Paul Thomson) – interpola con I Feel Love di Donna Summer
8. Treason! Animals. – 3:58
9. Love and Destroy – 2:54
10. Do You Want To – 4:14 (Bob Hardy, Alex Kapranos, Nick McCarthy)
11. Ulysses – 2:51 (Bob Hardy, Alex Kapranos, Nick McCarthy)
12. Love Illumination – 4:07
13. Stand on the Horizon – 4:14

Singolo bonus nella Passport Edition
1. Outsiders (Bob Hardy, Alex Kapranos, Nick McCarthy, Paul Thomson)
2. Tell Her Tonight

## Classifiche

### Classifiche settimanali
| Classifica (2013-14) | Posizione massima |
| -------------------- | ----------------- |
| Australia            | 18                |
| Austria              | 7                 |
| Belgio (Fiandre)     | 5                 |
| Belgio (Vallonia)    | 10                |
| Canada               | 7                 |
| Corea del Sud        | 40                |
| Danimarca            | 29                |
| Finlandia            | 48                |
| Francia              | 6                 |
| Germania             | 4                 |
| Italia               | 15                |
| Norvegia             | 21                |
| Paesi Bassi          | 3                 |
| Portogallo           | 15                |
| Regno Unito          | 6                 |
| Spagna               | 9                 |
| Stati Uniti          | 24                |
| Svezia               | 42                |
| Svizzera             | 3                 |

### Classifiche di fine anno
| Classifica (2013) | Posizione |
| ----------------- | --------- |
| Belgio (Fiandre)  | 146       |
| Belgio (Vallonia) | 186       |
| Francia           | 153       |